# Jean-Pierre Autheman
Jean-Pierre Autheman, né le 17 décembre 1946 à Arles où il est mort le 26 octobre 2020, est un auteur de bande dessinée français. Il a été un temps restaurateur, et il est également à l'occasion romancier, rédacteur, illustrateur et dessinateur de presse.

## Biographie
Après des études d'architecture et de lettres, il quitte Arles pour Paris afin d'y tenter de percer comme dessinateur.
Jean-Pierre Autheman fait ses débuts en 1972 avec Mémoires d'un Gardien de Phare, une bande dessinée auto-publiée. Grâce à son ami Georges Wolinski dont il admire le travail dans Hara-Kiri, il est ensuite présent dans les pages de Charlie Mensuel, L'Écho des savanes, Pilote.
A la fin des années 1970, il s'implique dans les Rencontres d'Arles.
Parallèlement, il crée le personnage de Condor en 1979 puis, dans Circus, celui de Vic Valence dont le premier titre Une nuit chez Tennessee remporte l'Alfred du meilleur album français au festival d'Angoulême 1987.
Avec Le Filet de Saint-Pierre et Place des hommes, il publie au format roman des récits en noir et blanc.
À partir de la fin des années 1990, sa production se raréfie. Son dernier album comme auteur complet est publié en 2001 dans la nouvelle collection Poisson pilote de Dargaud et ses derniers gags dans L'Écho des savanes et Fluide glacial en 2005. En 2006 paraît un ultime album de la série Zambada qu'il écrit pour Éric Maltaite.
Depuis, il ne publie plus d'album mais continue à travailler comme illustrateur, dessinateur de presse et professeur. Il est aujourd'hui[Quand ?] professeur en conception d'image narrative et de scénario à l’École des Nouvelles Images à Avignon.

## Style
D'après Guy Vidal, Autheman est « un grand scénariste ».
Pierre Desproges, à l'occasion des débuts d'Autheman, décrit son caractère chaleureux.

## Œuvres publiées

### Bande dessinée (revues)
- Sept récits complets dans Charlie Mensuel, 1975-1981.
- Dix gags et récits complets dans L'Écho des savanes, 1976.
- Escale à Nacaro, dans Charlie Mensuel, 1978-1979.
- Les Déserteurs, dans Pilote Mensuel, 1981-1983.
- Condor (scénario), avec Dominique Rousseau (dessin), dans Charlie Mensuel :

1. L'Otage, 1982-1983.
2. Alerte en Afrique, 1984.

- Quatre récits complets dans Circus, 1985-1986.
- Vic Valence, dans Circus :

1. Une nuit chez Tennessee, 1985-1986.
2. La Passagère silencieuse, 1987.

- Condor (scénario), avec Dominique Rousseau (dessin), dans Pilote Mensuel :

1. L'Empire du Pacifique, 1986-1987.
2. Le Testament de Marius Casanova, 1989.

- Le Voyage du bâteleur : La Dame de Dorfgrau (scénario), avec Jean-Paul Dethorey, dans Vécu, 1987.
- Trois récits complets dans L'Écho des savanes, 1991.
- Une soixantaine de gags et récits complets dans Fluide glacial, 1999-2005.
- Trente-deux récits complets dans L'Écho des savanes, 2002-2005.

### Bande dessinée (albums)
- Mémoires d'un gardien de phare, chez l'auteur, Atelier parallèle, 1974.
- Les Déserteurs, Dargaud, coll. « Pilote » no 58, 1983.
- Condor (scénario et dessin) aux Éditions du Square, puis avec Dominique Rousseau au dessin, chez Dargaud :

1. Escale à Nacaro, Editions du Square, 1979.
2. L'Otage, Dargaud, 1984.
3. Alerte en Afrique, 1985.
4. L'Empire du Pacifique, 1987.
5. Le Testament de Marius Casanova, 1990.
6. Opérette marseillaise, 1993.
7. Le Rendez-vous de Yu-Moon, 1998.

- Les Sirènes de Balarin, Glénat, coll. « BD noire », 1984.
- Ma zone, Dargaud, coll. « Pilote » no 65, 1984.
- Vic Valence, Glénat :

1. Une nuit chez Tennessee, 1986.
2. La Passagère silencieuse, 1987.
3. La Lune des fous, 1989.

- Le Voyage du bâteleur t. 1 : La Dame de Dorfgrau (scénario), avec Jean-Paul Dethorey, Glénat, coll. « Vécu », 1987.
- Le Filet de Saint-Pierre, Glénat, coll. « Roman BD », 1992.
- L'Arlésien, Actes Sud, 1992.
- Place des hommes, Glénat, coll. « Roman BD », 1993.
- Qu'est-ce qu'elles ont les filles?, J'ai lu, coll. « J'ai lu BD », 1993.
- Le Pet du Diable, Dargaud, coll. « Roman BD », 1994.
- Dérangez-pas mémé Albin Michel, coll. « L’Écho des savanes », 1995.
- La Passe du manchot, Dargaud, coll. « Roman BD », 1996.
- Exotissimo, Dargaud, coll. « Roman BD », 1997.
- Les Nanas, Albin Michel, 1998.
- L'ombre de Moi-Même, L’Écho des Savanes, coll. « Drugstore », 1999[11].
- Le Passage de Vénus (scénario avec Tomas Bergfelder), avec Jean-Paul Dethorey[12] (dessin), Dupuis, coll. « Aire libre », 2 volumes, 1999-2000[13].
- Le Trésor d'Alazar, Dargaud, coll. « Poisson Pilote », 2001[14].
- Zambada (scénario), avec Éric Maltaite (dessin), Glénat, coll. « Bulle noire » :

1. Les Vagues de la mer, 2001[15].
2. La Maison de l'ange, 2002.
3. Menace sur Zambada, 2003.
4. Double jeu, 2006.

### Participations
- Fripons (Collectif Humanos), Tome 4, Transports fripons, Les Humanoïdes Associés, 1992.
- Demain l'an 3000, Albin Michel, 1999.
- En images et en bandes dessinées, Tome 5, Edith Piaf, Vents d'Ouest, 2001.

## Roman
- L'Homme du général, Actes Sud littérature, coll. « Polar Sud », 1990.

## Livre de recettes
- Cinquante Omelettes, Éditions de la tour, coll. « Humour gourmand », 2001.

## Prix et récompenses
- 1987 :  Alfred du meilleur album français du festival d'Angoulême pour Vic Valence t. 1 : Une nuit chez Tennessee.
- 1994 :  prix Jacques-Lob.